# Evandromyia ledezmaae
Evandromyia ledezmaae är en tvåvingeart som beskrevs av Leon 2009. Evandromyia ledezmaae ingår i släktet Evandromyia och familjen fjärilsmyggor.
Artens utbredningsområde är Ecuador. Inga underarter finns listade i Catalogue of Life.